# Scottish League Challenge Cup 1995/96
Der Scottish League Challenge Cup wurde 1995/96 zum 6. Mal ausgespielt. Der schottische Fußballwettbewerb, der offiziell als Challenge Cup ausgetragen wurde, begann am 19. August 1995 und endete mit dem Finale am 5. November 1995 im McDiarmid Park von Perth. Der als Titelverteidiger antretende Airdrieonians FC schied bereits in der 1. Runde gegen Hamilton Academical aus. Im diesjährigen Finale konnte der FC Stenhousemuir den Titel gegen Dundee United gewinnen. Am Wettbewerb nahmen die Vereine der Scottish Football League teil.

## 1. Runde
Ausgetragen wurden die Begegnungen zwischen dem 19. und 23. August 1995.
|                       | Ergebnis        |                      |
| --------------------- | --------------- | -------------------- |
| Albion Rovers         | 2:2 (?:? i. E.) | Ross County          |
| Ayr United            | 1:2 n. V.       | Dunfermline Athletic |
| FC Clyde              | 0:2             | FC St. Johnstone     |
| FC Clydebank          | 2:0             | FC Arbroath          |
| FC Dumbarton          | 0:1             | Brechin City         |
| FC East Fife          | 2:4             | FC Dundee            |
| FC East Stirlingshire | 0:3             | FC St. Mirren        |
| Hamilton Academical   | 2:2 (?:? i. E.) | Airdrieonians FC     |
| Inverness CT          | 1:2             | Alloa Athletic       |
| FC Montrose           | 2:1             | Berwick Rangers      |
| Queen of the South    | 0:1             | Forfar Athletic      |
| Stirling Albion       | 3:0             | FC Queen’s Park      |
| FC Livingston         | 1:0             | Greenock Morton      |
| FC Stranraer          | 0:2             | Dundee United        |

## 2. Runde
Ausgetragen wurden die Begegnungen zwischen dem 11. und 13. September 1995.
|                      | Ergebnis |                     |
| -------------------- | -------- | ------------------- |
| FC Dundee            | 3:0      | FC Cowdenbeath      |
| Albion Rovers        | 1:3      | Brechin City        |
| Alloa Athletic       | 2:4      | Albion Rovers       |
| FC Clydebank         | 3:0      | FC St. Johnstone    |
| Dundee United        | 3:0      | Hamilton Academical |
| Dunfermline Athletic | 2:1      | Forfar Athletic     |
| FC Stenhousemuir     | 3:1      | FC Montrose         |
| FC Livingston        | 2:0      | FC St. Mirren       |

## Viertelfinale
Ausgetragen wurden die Begegnungen zwischen dem 25. und 27. September 1995.
|                      | Ergebnis        |                  |
| -------------------- | --------------- | ---------------- |
| FC Dundee            | 1:3             | FC Stenhousemuir |
| FC Clydebank         | 0:1             | Dundee United    |
| Dunfermline Athletic | 2:0             | Brechin City     |
| FC Livingston        | 1:1 (?:? i. E.) | Stirling Albion  |

## Halbfinale
Ausgetragen wurden die Begegnungen am 4. Oktober 1995.
|                      | Ergebnis |                  |
| -------------------- | -------- | ---------------- |
| Dunfermline Athletic | 0:4      | Dundee United    |
| Stirling Albion      | 1:2      | FC Stenhousemuir |

## Finale
| FC Stenhousemuir                                                 | FC Stenhousemuir | Dundee United | Dundee United |
| ---------------------------------------------------------------- | --- | --- | ------------- |
| FC Stenhousemuir                                                 | \| Finale \| \| 5. November 1995 um 15:00 Uhr Ortszeit in Perth (McDiarmid Park) \| \| Ergebnis: 0:0, 5:4 i. E. \| \| Zuschauer: 7.856 \| \| Schiedsrichter: John Rowbotham \| \| Spielbericht \|                          | \| Finale \| \| 5. November 1995 um 15:00 Uhr Ortszeit in Perth (McDiarmid Park) \| \| Ergebnis: 0:0, 5:4 i. E. \| \| Zuschauer: 7.856 \| \| Schiedsrichter: John Rowbotham \| \| Spielbericht \|                                             | Dundee United |
| FC Stenhousemuir                                                 | Roddy McKenzie – Eamonn Bannon, Lloyd Haddow, Graeme Armstrong, George McGeachie – Adrian Sprott, Paul Hunter, Jimmy Fisher (??. Tommy Steel), Miller Mathieson – Gareth Hutchison, Ian Little Cheftrainer: Terry Christie | Ally Maxwell – Rab Shannon, Maurice Malpas, Steven Pressley, Christian Dailly – Ray McKinnon, Andy McLaren (??. Jamie McQuilken), Grant Johnson – Gary McSwegan, Owen Coyle, (??. Craig Brewster), Robbie Winters Cheftrainer: Billy Kirkwood | Dundee United |
| Finale                                                           | | |               |
| 5. November 1995 um 15:00 Uhr Ortszeit in Perth (McDiarmid Park) | | |               |
| Ergebnis: 0:0, 5:4 i. E.                                         | | |               |
| Zuschauer: 7.856                                                 | | |               |
| Schiedsrichter: John Rowbotham                                   | | |               |
| Spielbericht                                                     | | |               |